# Naturschutzgebiet Gallberg
Das Naturschutzgebiet Gallberg  liegt in der Gemarkung Wiescherhöfen im Stadtbezirk Hamm-Pelkum der nordrhein-westfälischen Stadt Hamm. Es grenzt an die Vororte Wiescherhöfen, Lohauserholz und Selmigerheide; im Nordwesten wird es von einer Eisenbahnstrecke begrenzt, im Südwesten teilweise vom Wiescher Bach. Das Naturschutzgebiet wurde 1988 erstmals ausgewiesen und 2004 in den Landschaftsplan übernommen.

## Beschreibung

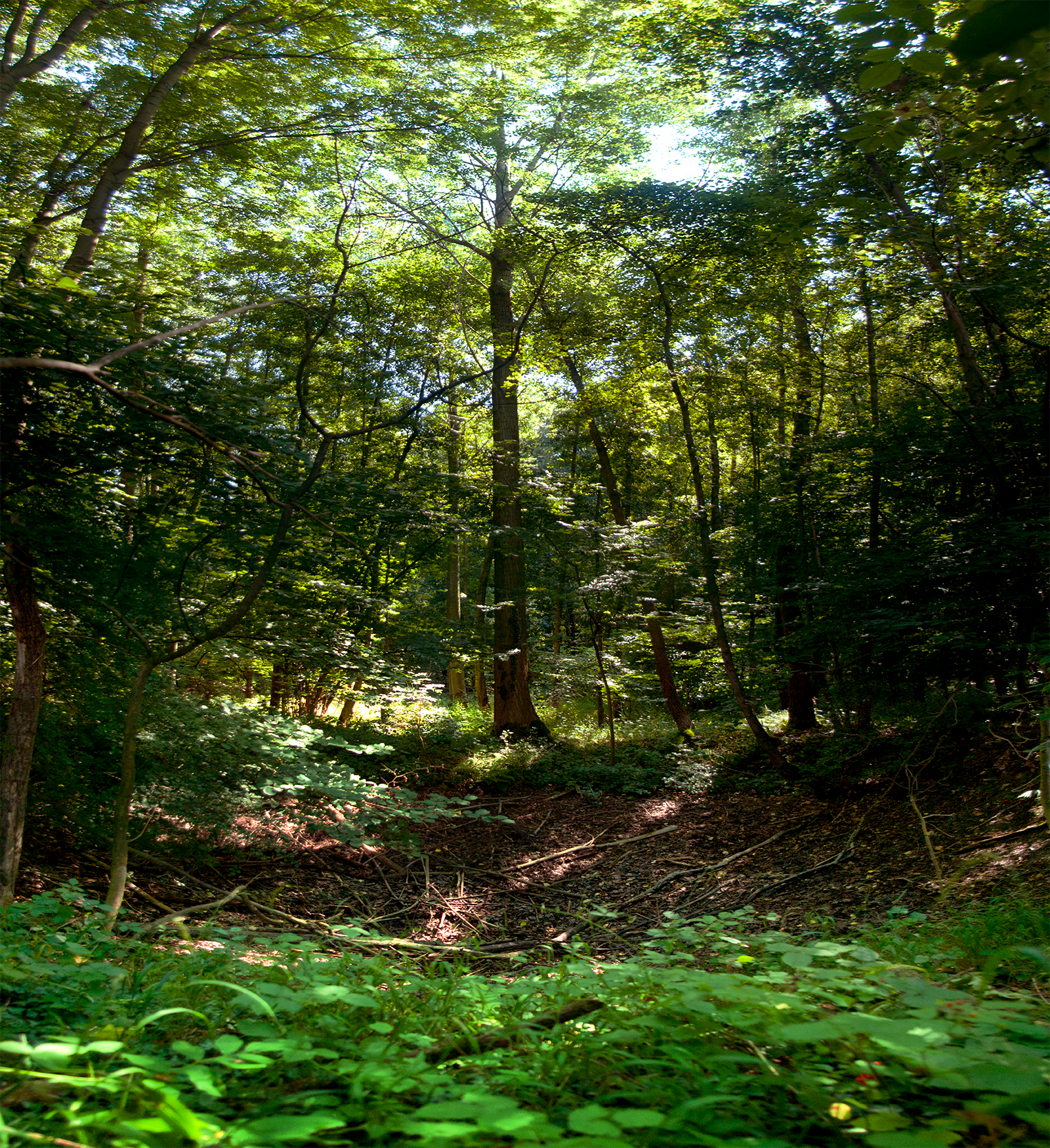
Bombentrichter aus dem Zweiten Weltkrieg im Wald südlich (außerhalb) des Naturschutzgebiets

Das 22,8 Hektar große Naturschutzgebiet entstand nach umfangreichen Abgrabungen für die Errichtung des Hammer Rangierbahnhofs. Im Zweiten Weltkrieg wurde die Fläche stark bombardiert. Diese Bombenkrater haben das Gelände zusätzlich zerklüftet. Das Naturschutzgebiet gliedert sich in ein Kalkflachmoor, welches von Wald- und Grünflächen umgeben ist. Zentrum ist eine etwa 100 Jahre alte Kalkmergelgrube mit teilweise verlandeten Stillgewässern, die sich in den Bombentrichtern gebildet haben. Bewachsen ist es mit Arten der Kalkflachmoore, Schilfröhricht, Grauweidengebüsch, Kleinseggenrieden und Pfeifengras. Die Kernzone wird flankiert von artenreichen Kalk-Trockenwiesen und Laubwald, bestehend aus Pappeln und Grauerle. Teilweise durchsetzt ist das Naturschutzgebiet mit Altbeständen von Eiche, Roteiche, Hainbuche und Schwarzerle.
Bemerkenswert ist der Bewuchs der Kernzone mit mehreren Orchideenarten, zum Beispiel mit Breitblättriges Knabenkraut und weiteren seltenen Arten. Dies zeichnet das Naturschutzgebiet zusätzlich aus, zudem ist es als Trittsteinbiotop im überregionalen Biotopverbund wichtig.

## Schutzziele
Die Schutzziele für das Naturschutzgebiet Gallberg sind die Sicherung eines artenreichen Feuchtkomplexes und insbesondere der Erhalt der Orchideenstandorte. Durch regelmäßige Pflege sollte eine Verbuschung dieser Räume verhindert werden. Auch die langfristige Entfernung der standortfremden Gehölze Pappel und Grauerle zugunsten einer ursprünglichen Walddurchmischung sollte erreicht werden.